# Pieter Boellaard
Pieter Evertsz. Boellaard (ca. 1658-1720), was rond 1700 schepen en burgemeester in de Nederlandse stad Asperen (Zuid-Holland). 
Hij was een zoon van Evert Rijcken Boellers (Boellaard) en Anna Jansdr. In 1682 trouwde hij met Neeltje van Maurik (1664-1732), dochter van Peter van Maurik, schout van Acquoy. Uit dit huwelijk werden onder andere Pieter (1683-1751) en Dirk (1691-1736) geboren.
Pieter Boellaard en Neeltje van Maurik zijn begraven in Asperen in de toren.